# تریومف تی‌آر۲۵۰

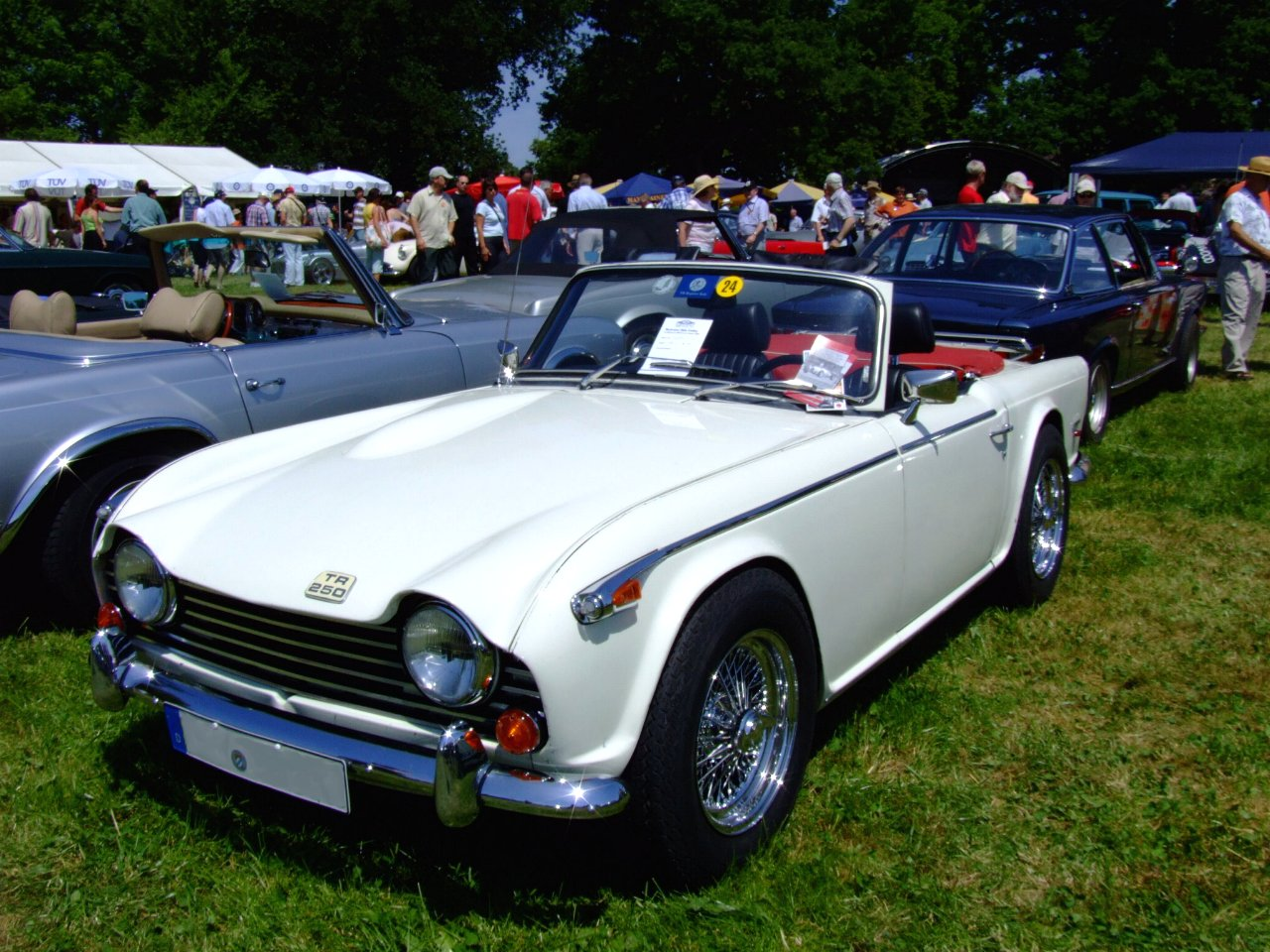

تریومف تی‌آر۲۵۰ (Triumph TR۲۵۰) خودرویی است که در سال‌های ۱۹۶۸–۱۹۶۹ توسط شرکت انگلیسی تریومف موتور تولید شده‌است.
این خودرو در کلاس خودرو اسپورت قرار گرفته، طراحی آن خودروهای موتور جلو-محور عقب بوده است.
موتور آن ۲۴۹۸ سی‌سی است.